# Регін
Регін (рум. Reghin) — місто у повіті Муреш в Румунії, що має статус муніципію. Адміністративно місту підпорядковані такі села (дані про населення за 2002 рік):
- Єрнуцень (4105 осіб)
- Апаліна (2826 осіб)

Місто розташоване на відстані 281 км на північ від Бухареста, 27 км на північний схід від Тиргу-Муреша, 84 км на схід від Клуж-Напоки, 142 км на північний захід від Брашова.

## Населення
За даними перепису населення 2002 року у місті проживали 36 126 осіб.
Національний склад населення міста:
| Національність            | Кількість осіб | Відсоток |
| ------------------------- | -------------- | -------- |
| румуни                    | 23611          | 65,4%    |
| угорці                    | 10396          | 28,8%    |
| цигани                    | 1831           | 5,1%     |
| німці                     | 237            | 0,7%     |
| турки                     | 13             | < 0,1%   |
| українці                  | 7              | < 0,1%   |
| євреї                     | 6              | < 0,1%   |
| росіяни-липовани          | 5              | < 0,1%   |
| серби                     | 3              | < 0,1%   |
| болгари                   | 3              | < 0,1%   |
| італійці                  | 2              | < 0,1%   |
| греки                     | 1              | < 0,1%   |
| чехи                      | 1              | < 0,1%   |
| не вказали національність | 2              | < 0,1%   |

Рідною мовою назвали:
| Мова                  | Кількість осіб | Відсоток |
| --------------------- | -------------- | -------- |
| румунська             | 24051          | 66,6%    |
| угорська              | 10546          | 29,2%    |
| циганська             | 1305           | 3,6%     |
| німецька              | 192            | 0,5%     |
| турецька              | 13             | < 0,1%   |
| єврейська (їдиш)      | 3              | < 0,1%   |
| українська            | 2              | < 0,1%   |
| болгарська            | 2              | < 0,1%   |
| російська             | 1              | < 0,1%   |
| сербська              | 1              | < 0,1%   |
| італійська            | 1              | < 0,1%   |
| не вказали рідну мову | 1              | < 0,1%   |

Склад населення міста за віросповіданням:
| Релігія                                       | Кількість осіб | Відсоток |
| --------------------------------------------- | -------------- | -------- |
| православні                                   | 22283          | 61,7%    |
| реформати                                     | 7188           | 19,9%    |
| римо-католики                                 | 3550           | 9,8%     |
| греко-католики                                | 1851           | 5,1%     |
| адвентисти                                    | 360            | 1,0%     |
| п'ятдесятники                                 | 113            | 0,3%     |
| лютерани (Синодально-пресвітеріанська церква) | 112            | 0,3%     |
| лютерани (Аугсбурзького сповідання)           | 97             | 0,3%     |
| баптисти                                      | 86             | 0,2%     |
| унітарії                                      | 63             | 0,2%     |
| бретрени                                      | 39             | 0,1%     |
| не релігійні                                  | 37             | 0,1%     |
| лютерани                                      | 24             | 0,1%     |
| мусульмани                                    | 20             | 0,1%     |
| атеїсти                                       | 12             | < 0,1%   |
| юдеї                                          | 6              | < 0,1%   |
| старообрядці                                  | 1              | < 0,1%   |
| не вказали релігію                            | 11             | < 0,1%   |

## Зовнішні посилання
- Дані про місто Регін на сайті Ghidul Primăriilor